# Rayman Bowling
Rayman Bowling è un videogioco sportivo per cellulare, preinstallato su Trium Eclipse e Mitsubishi m21i insieme a Rayman Garden.
Il gioco offre undici livelli di crescente difficoltà nei quali il giocatore deve colpire i birilli con la palla da bowling e segnare un determinato punteggio in ogni livello per accedere a quello successivo.